# Communiqué Tour

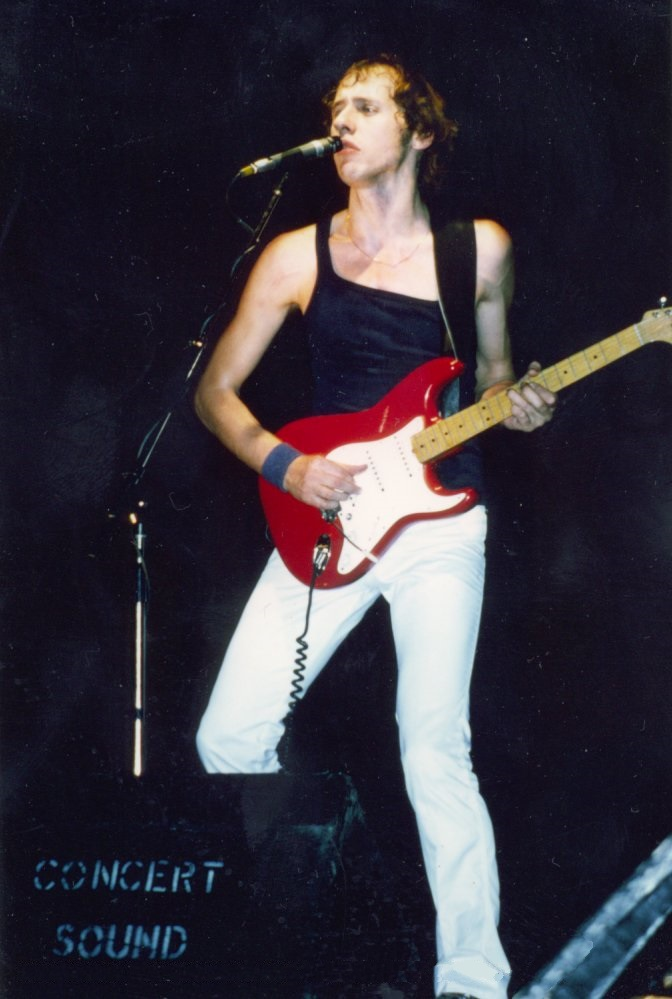
Mark Knopfler (1979)

Die Communiqué Tour war eine weltweite Konzerttournee der britischen Rockband Dire Straits. Auf dieser Tournee stellte die Gruppe ihr titelgebendes Album Communiqué vor, das im Juni 1979 veröffentlicht wurde.

## Hintergrund
Die Communiqué Tour begann am 11. Februar 1979 in Rotterdam und somit bereits vier Monate vor der Veröffentlichung des Albums Communiqué. Dire Straits spielten insgesamt 116 Konzerte und traten in Europa und erstmals in Nordamerika auf. Das Abschlusskonzert fand am 21. Dezember 1979 in London statt. Die Nordamerika-Tour umfasste 50 ausverkaufte Shows. Alle Konzerte in Großbritannien und Europa waren ebenfalls rasch ausverkauft.
Es war die letzte Tournee der Band mit Rhythmusgitarrist und Gründungsmitglied David Knopfler, der die Dire Straits 1980 während der Arbeiten an ihrem Nachfolgealbum Making Movies verließ. Als Gründe gab Knopfler musikalische Differenzen mit seinem Bruder Mark und daraus resultierende kreative Einengung an. Zudem fühlte er sich vom ständigen Album-Tour-Zyklus zunehmend gestresst.

## Liveaufnahmen
Der Auftritt der Band im WDR-Studio L in Köln am 16. Februar 1979 wurde für eine Ausstrahlung in der TV-Konzertserie Rockpalast gefilmt. Zwei Shows im London am 20. und 21. Juni 1979 wurden ebenfalls gefilmt, und ausschnittsweise in der BBC-Konzert-Dokumentation Arena (1980) gesendet. Auch die beiden Konzerte am 28. und 29. März 1979 im Roxy in Los Angeles wurden gefilmt und ebenfalls in Ausschnitten in einer Reportage des Bayerischen Rundfunks ausgestrahlt.
Zu den Soundboard-Aufnahmen gehören das von Warner Bros. Records als Promo-LP veröffentlichte Konzert in San Francisco (31. März 1979) sowie die als Bootlegs kursierenden Konzerte in Philadelphia (6. März 1979) und Boston (8. September 1979).

## Setlist

### Beispiel-Setlist
- Down to the Waterline
- Six Blade Knife
- Once Upon a Time in the West
- Lady Writer
- Single-Handed Sailor
- Water of Love
- In the Gallery
- Follow Me Home
- News
- What’s the Matter, Baby?
- Lions
- Sultans of Swing
- Wild West End
- Where Do You Think You’re Going?
- Setting Me Up
- Southbound Again

## Tourdaten
| Nr.                 | Datum              | Stadt                | Land               | Veranstaltungsort            | Anmerkungen                     |
| Leg 1 – Europa      | Leg 1 – Europa     | Leg 1 – Europa       | Leg 1 – Europa     | Leg 1 – Europa               | Leg 1 – Europa                  |
| ------------------- | ------------------ | -------------------- | ------------------ | ---------------------------- | ------------------------------- |
| 1                   | 11. Februar 1979   | Rotterdam            | Niederlande        | De Doelen                    |                                 |
| 2                   | 12. Februar 1979   | Hannover             | Deutschland        | Niedersachsenhalle           |                                 |
| 3                   | 13. Februar 1979   | Düsseldorf           | Deutschland        | Philipshalle                 |                                 |
| 4                   | 14. Februar 1979   | Mannheim             | Deutschland        | Rosengarten                  |                                 |
| 5                   | 15. Februar 1979   | Stolberg             | Deutschland        | Stadthalle                   |                                 |
| 6                   | 16. Februar 1979   | Köln                 | Deutschland        | WDR-Studio L                 | Rockpalast – Classic Rock Nacht |
| 7                   | 18. Februar 1979   | Bremen               | Deutschland        | Stadthalle                   |                                 |
| Leg 2 – Nordamerika |                    |                      |                    |                              |                                 |
| 8                   | 23. Februar 1979   | Boston               | Vereinigte Staaten | Paradise Rock Club           |                                 |
| 9                   | 24. Februar 1979   | Boston               | Vereinigte Staaten | Paradise Rock Club           |                                 |
| 10                  | 25. Februar 1979   | Providence           | Vereinigte Staaten | Alumnae Hall                 |                                 |
| 11                  | 26. Februar 1979   | Willimantic          | Vereinigte Staaten | The Shaboo Inn               |                                 |
| 12                  | 28. Februar 1979   | Rensselaer           | Vereinigte Staaten | Hullabaloo                   |                                 |
| 13                  | 2. März 1979       | New York City        | Vereinigte Staaten | The Bottom Line              |                                 |
| 14                  | 3. März 1979       | New York City        | Vereinigte Staaten | The Bottom Line              |                                 |
| 15                  | 5. März 1979       | Upper Darby          | Vereinigte Staaten | Tower Theatre                |                                 |
| 16                  | 6. März 1979       | Upper Darby          | Vereinigte Staaten | Tower Theatre                |                                 |
| 17                  | 8. März 1979       | Washington, D.C.     | Vereinigte Staaten | The Bayou                    |                                 |
| 18                  | 9. März 1979       | Washington, D.C.     | Vereinigte Staaten | The Bayou                    |                                 |
| 19                  | 11. März 1979      | Lockport             | Vereinigte Staaten | After Dark                   |                                 |
| 20                  | 12. März 1979      | Cleveland            | Vereinigte Staaten | Agora Theatre and Ballroom   |                                 |
| 21                  | 13. März 1979      | Toronto              | Kanada             | Convocation Hall             |                                 |
| 22                  | 14. März 1979      | Montréal             | Kanada             | Auditorium Le Plateau        |                                 |
| 23                  | 15. März 1979      | Canton               | Vereinigte Staaten | Center Stage                 |                                 |
| 24                  | 16. März 1979      | Chicago              | Vereinigte Staaten | Park West                    |                                 |
| 25                  | 17. März 1979      | Milwaukee            | Vereinigte Staaten | The Palms                    |                                 |
| 26                  | 19. März 1979      | Kansas               | Vereinigte Staaten | Memorial Hall                |                                 |
| 27                  | 21. März 1979      | Houston              | Vereinigte Staaten | Texas Opry House             |                                 |
| 28                  | 22. März 1979      | Austin               | Vereinigte Staaten | Opry House                   |                                 |
| 29                  | 23. März 1979      | Dallas               | Vereinigte Staaten | The Palladium                |                                 |
| 30                  | 25. März 1979      | Denver               | Vereinigte Staaten | Regis College Fieldhouse     |                                 |
| 31                  | 27. März 1979      | San Diego            | Vereinigte Staaten | The Roxy Theatre             |                                 |
| 32                  | 28. März 1979      | West Hollywood       | Vereinigte Staaten | The Roxy Theatre             |                                 |
| 33                  | 29. März 1979      | West Hollywood       | Vereinigte Staaten | The Roxy Theatre             |                                 |
| 34                  | 31. März 1979      | San Francisco        | Vereinigte Staaten | Old Waldorf                  |                                 |
| 35                  | 1. April 1979      | San Francisco        | Vereinigte Staaten | Old Waldorf                  |                                 |
| 36                  | 2. April 1979      | Davis                | Vereinigte Staaten | The Coffee House             |                                 |
| Leg 3 – Europa      |                    |                      |                    |                              |                                 |
| 37                  | 23. Mai 1979       | Offenbach am Main    | Deutschland        | Stadthalle                   |                                 |
| 38                  | 24. Mai 1979       | Offenbach am Main    | Deutschland        | Stadthalle                   |                                 |
| 39                  | 25. Mai 1979       | Böblingen            | Deutschland        | Sporthalle                   |                                 |
| 40                  | 26. Mai 1979       | Würzburg             | Deutschland        | Kürnachtalhalle              |                                 |
| 41                  | 27. Mai 1979       | Wettingen            | Schweiz            | Stadthalle                   |                                 |
| 42                  | 29. Mai 1979       | München              | Deutschland        | Kronebau                     |                                 |
| 43                  | 30. Mai 1979       | Neunkirchen am Brand | Deutschland        | Hemmerleinhalle              |                                 |
| 44                  | 31. Mai 1979       | Eppelheim            | Deutschland        | Rhein-Neckar-Halle           |                                 |
| 45                  | 1. Juni 1979       | München              | Deutschland        | Kronebau                     |                                 |
| 46                  | 2. Juni 1979       | Freiberg am Neckar   | Deutschland        | Stadthalle                   |                                 |
| 47                  | 4. Juni 1979       | Geleen               | Niederlande        | Burgemeester Damen Sportpark | Pinkpop 1979                    |
| 48                  | 5. Juni 1979       | Paris                | Frankreich         | Palais des Sports            |                                 |
| 49                  | 8. Juni 1979       | Liverpool            | England            | Empire Theatre               |                                 |
| 50                  | 9. Juni 1979       | Glasgow              | Schottland         | Apollo Theatre               |                                 |
| 51                  | 10. Juni 1979      | Edinburgh            | Schottland         | Odeon Theatre                |                                 |
| 52                  | 11. Juni 1979      | Sheffield            | England            | City Hall                    |                                 |
| 53                  | 13. Juni 1979      | Birmingham           | England            | Odeon Theatre                |                                 |
| 54                  | 14. Juni 1979      | Newcastle upon Tyne  | England            | City Hall                    |                                 |
| 55                  | 15. Juni 1979      | Manchester           | England            | Apollo Theatre               |                                 |
| 56                  | 16. Juni 1979      | Bristol              | England            | Colston Hall                 |                                 |
| 57                  | 17. Juni 1979      | London               | England            | Hammersmith Odeon            |                                 |
| 58                  | 18. Juni 1979      | Brighton             | England            | The Dome                     |                                 |
| 59                  | 20. Juni 1979      | London               | England            | Hammersmith Odeon            |                                 |
| 60                  | 21. Juni 1979      | London               | England            | Hammersmith Odeon            |                                 |
| 61                  | 23. Juni 1979      | St. Goarshausen      | Deutschland        | Freilichtbühne Loreley       | British Rock Meeting            |
| 62                  | 24. Juni 1979      | Dortmund             | Deutschland        | Westfalenhalle               | British Rock Meeting            |
| 63                  | 29. Juni 1979      | Berlin               | Deutschland        | Deutschlandhalle             | British Rock Meeting            |
| 64                  | 1. Juli 1979       | München              | Deutschland        | Olympia-Reitstadion Riem     | British Rock Meeting            |
| 65                  | 7. Juli 1979       | Torhout              | Belgien            | Achiel Eeckloo Rockweide     | Rock Torhout                    |
| 66                  | 8. Juli 1979       | Werchter             | Belgien            | Festivalweide                | Rock Werchter                   |
| Leg 4 – Nordamerika |                    |                      |                    |                              |                                 |
| 67                  | 8. September 1979  | Boston               | Vereinigte Staaten | Orpheum Theatre              |                                 |
| 68                  | 9. September 1979  | Providence           | Vereinigte Staaten | Ocean State Theatre          |                                 |
| 69                  | 10. September 1979 | Hempstead            | Vereinigte Staaten | Calderone Concert Hall       |                                 |
| 70                  | 11. September 1979 | New York City        | Vereinigte Staaten | Palladium                    |                                 |
| 71                  | 13. September 1979 | Passaic              | Vereinigte Staaten | Capitol Theatre              |                                 |
| 72                  | 14. September 1979 | Upper Darby          | Vereinigte Staaten | Tower Theatre                |                                 |
| 73                  | 15. September 1979 | Washington, D.C.     | Vereinigte Staaten | Charles E. Smith Center      |                                 |
| 74                  | 17. September 1979 | Norfolk              | Vereinigte Staaten | Chrysler Hall                |                                 |
| 75                  | 18. September 1979 | Greensboro           | Vereinigte Staaten | Coliseum                     |                                 |
| 76                  | 20. September 1979 | Charlotte            | Vereinigte Staaten | Park Center                  |                                 |
| 77                  | 21. September 1979 | Atlanta              | Vereinigte Staaten | Fox Theatre                  |                                 |
| 78                  | 23. September 1979 | Jacksonville         | Vereinigte Staaten | Civic Auditorium             |                                 |
| 79                  | 24. September 1979 | Tampa                | Vereinigte Staaten | Curtis Hixon Hall            |                                 |
| 80                  | 25. September 1979 | Miami                | Vereinigte Staaten | Jai-Alai Fronton             |                                 |
| 81                  | 28. September 1979 | Columbia             | Vereinigte Staaten | Township Auditorium          |                                 |
| 82                  | 29. September 1979 | Knoxville            | Vereinigte Staaten | Civic Coliseum               |                                 |
| 83                  | 1. Oktober 1979    | Louisville           | Vereinigte Staaten | Louisville Gardens           |                                 |
| 84                  | 2. Oktober 1979    | Cincinnati           | Vereinigte Staaten | Bogart’s                     |                                 |
| 85                  | 3. Oktober 1979    | Cleveland            | Vereinigte Staaten | Palace Theatre               |                                 |
| 86                  | 4. Oktober 1979    | Canton               | Vereinigte Staaten | Center Stage                 |                                 |
| 87                  | 6. Oktober 1979    | St. Louis            | Vereinigte Staaten | Kiel Opera House             |                                 |
| 88                  | 7. Oktober 1979    | Chicago              | Vereinigte Staaten | Uptown Theatre               |                                 |
| Leg 5 – Europa      |                    |                      |                    |                              |                                 |
| 89                  | 1. November 1979   | Rotterdam            | Niederlande        | Sportpaleis Ahoy’            |                                 |
| 90                  | 2. November 1979   | Nijmegen             | Niederlande        | Concertgebouw de Vereeniging |                                 |
| 91                  | 3. November 1979   | Nijmegen             | Niederlande        | Concertgebouw de Vereeniging |                                 |
| 92                  | 4. November 1979   | Amsterdam            | Niederlande        | Theater Carré                |                                 |
| 93                  | 5. November 1979   | Amsterdam            | Niederlande        | Theater Carré                |                                 |
| 94                  | 7. November 1979   | Zwolle               | Niederlande        | IJsselhal                    |                                 |
| 95                  | 8. November 1979   | Essen                | Deutschland        | Grugahalle                   |                                 |
| 96                  | 9. November 1979   | Köln                 | Deutschland        | Messehalle 8                 |                                 |
| 97                  | 11. November 1979  | Münster              | Deutschland        | Halle Münsterland            |                                 |
| 98                  | 12. November 1979  | Braunschweig         | Deutschland        | Stadthalle                   |                                 |
| 99                  | 13. November 1979  | Hamburg              | Deutschland        | CCH                          |                                 |
| 100                 | 14. November 1979  | Kiel                 | Deutschland        | Ostseehalle                  |                                 |
| 101                 | 16. November 1979  | Vejle                | Danemark           | Idrættens Hus                |                                 |
| 102                 | 17. November 1979  | Lund                 | Schweden           | Olympen                      |                                 |
| 103                 | 18. November 1979  | Kopenhagen           | Danemark           | Tivoli                       |                                 |
| 104                 | 19. November 1979  | Kopenhagen           | Danemark           | Tivoli                       |                                 |
| 105                 | 20. November 1979  | Göteborg             | Schweden           | Scandinavium                 |                                 |
| 106                 | 21. November 1979  | Oslo                 | Norwegen           | Ekeberghallen                |                                 |
| 107                 | 23. November 1979  | Stockholm            | Schweden           | Johanneshovs Isstadion       |                                 |
| 108                 | 26. November 1979  | Oldenburg            | Deutschland        | Weser-Ems-Halle              |                                 |
| 109                 | 27. November 1979  | Brüssel              | Belgien            | Forest National              |                                 |
| Leg 6 – Europa      |                    |                      |                    |                              |                                 |
| 110                 | 11. Dezember 1979  | Dublin               | Irland             | National Stadium             |                                 |
| 111                 | 12. Dezember 1979  | Dublin               | Irland             | National Stadium             |                                 |
| 112                 | 13. Dezember 1979  | Belfast              | Nordirland         | Whitla Hall                  |                                 |
| 113                 | 14. Dezember 1979  | Belfast              | Nordirland         | Whitla Hall                  |                                 |
| 114                 | 16. Dezember 1979  | Derby                | England            | Assembly Rooms               |                                 |
| 115                 | 18. Dezember 1979  | Lewisham             | England            | Odeon Theatre                |                                 |
| 116                 | 19. Dezember 1979  | Lewisham             | England            | Odeon Theatre                |                                 |
| 117                 | 20. Dezember 1979  | London               | England            | Rainbow Theatre              |                                 |
| 118                 | 21. Dezember 1979  | London               | England            | Rainbow Theatre              |                                 |

## Band
- Mark Knopfler: Gesang, Gitarre
- John Illsley: Bass, Hintergrundgesang
- David Knopfler: Gitarre, Hintergrundgesang
- Pick Withers: Schlagzeug